# 274 (عدد)
274 هو عدد صحيح طبيعي بين 273 و275

## في الرياضيات

### خصائص
- 274 عدد زوجي
- 274 عدد ناقص
- 274 عدد مضلعي (47 أضلاع-...)